# Bence Farkas
Bence Farkas (ungarisch Farkas Bence; * 29. Januar 2006 in Budapest) ist ein deutsch-ungarischer Eishockeyspieler, der seit Juli 2025 bei den Iserlohn Roosters aus der Deutschen Eishockey Liga (DEL) unter Vertrag steht und dort auf der Position des Flügelstürmers spielt.

## Karriere
Bence Farkas spielte im Nachwuchs des ECDC Memmingen und HC Landsberg, bevor er im Jahr 2020 zum ESV Kaufbeuren kam. Dort durchlief er die U15- und U17-Mannschaft, ab 2022 wurde er auch für das U20-Team in der Deutschen Nachwuchsliga (DNL) eingesetzt. Mit 62 Punkten in 31 Spielen war der Flügelstürmer in der Saison 2024/25 mit weitem Abstand der Topscorer der ESVK-Junioren. Daraufhin bekam er die Gelegenheit, erste Erfahrungen im Herrenbereich zu sammeln. Per Förderlizenz absolvierte er drei Partien für Memmingen und anschließend 23 Spiele für den EV Füssen in der Oberliga. Mit neun Toren und neun Vorlagen gehörte er zu den erfolgreichsten Stürmern des Teams und wurde nach Saisonende zum Rookie des Jahres der Oberliga gewählt. Für das DEL2-Team des ESVK stand er viermal auf dem Eis.
Im April 2025 unterzeichnete Farkas einen mehrjährigen Vertrag bei den Iserlohn Roosters aus der Deutschen Eishockey Liga (DEL) mit Gültigkeit ab der Saison 2025/26.

### International
Farkas wurde in der Saison 2023/24 erstmals in die deutsche U18-Nationalmannschaft berufen. Im Folgejahr nahm er auch für die U19-Auswahl an einem Turnier teil.

## Erfolge und Auszeichnungen
- 2025 Rookie des Jahres der Oberliga Süd

## Karrierestatistik
Stand: Ende der Saison 2024/25
(Legende zur Spielerstatistik: Sp oder GP = absolvierte Spiele; T oder G = erzielte Tore; V oder A = erzielte Assists; Pkt oder Pts = erzielte Scorerpunkte; SM oder PIM = erhaltene Strafminuten; +/− = Plus/Minus-Bilanz; PP = erzielte Überzahltore; SH = erzielte Unterzahltore; GW = erzielte Siegtore; 1 Play-downs/Relegation; Kursiv: Statistik nicht vollständig)